# Järvevana 7B
Järvevana 7B, benannt nach der Adresse Järvevana tee 7b, ist ein Bürogebäude in der estnischen Hauptstadt Tallinn. Das 2018 fertiggestellte Gebäude ist ein fünfstöckiger Holzbau mit 5800 m² Nutzfläche.

## Architektur
Das Gebäude wurde von der Immobiliengesellschaft Hepsor gebaut und soll hochwertige Büroflächen für internationale Firmen zur Verfügung stellen. Der Entwurf stammt vom lokalen Architekturbüro Pluss; mit der Bauausführung wurde das Bauunternehmen Mitt & Perlebach beauftragt. Das Parkdeck mit 200 Parkplätzen bildet das Erdgeschoss, darüber befinden sich vier Obergeschosse, die als Büroflächen genutzt werden. Auf dem begehbaren Dach des Gebäudes ist eine öffentliche Terrasse angelegt, die Ausblick auf die Altstadt von Tallinn bietet.
Das Gebäude wurde besonders umweltfreundlich gestaltet, indem Holz für die tragende Struktur des Gebäudes gewählt wurde. Die Fenster sind mit Holzabdeckungen versehen, um im Sommer die Sonneneinstrahlung zu reduzieren und damit den Aufwand für die Klimatisierung herunterzusetzen. Eine Wärmepumpe heizt das Gebäude im Winter mit Wärme aus der Erde, im Sommer wird der umgekehrte Kreislauf für die Kühlung des Gebäudes genutzt. Solarmodule auf dem Dach liefern elektrische Energie. Drei Viertel des Wasserverbrauchs des Gebäudes wird durch lokal gesammeltes Regenwasser gedeckt, lediglich ein Viertel stammt aus der städtischen Wasserversorgung.